# (5777) Hanaki
(5777) Hanaki es un asteroide perteneciente al cinturón de asteroides descubierto el 3 de diciembre de 1989 por Yoshikane Mizuno y el también astrónomo Toshimasa Furuta desde el Kani Observatory, Kani, Japón.

## Designación y nombre
Designado provisionalmente como 1989 XF. Fue nombrado Hanaki en homenaje a Yoichi Hanaki, solía hacer observaciones astronómicas desde hace años, especialmente de Júpiter, con el Toshimasa Furuta. Más tarde, estableció el centro de formación profesional Hoshi-no-mura que se esfuerza por ayudar a las personas con discapacidad mental.

## Características orbitales
Hanaki está situado a una distancia media del Sol de 2,560 ua, pudiendo alejarse hasta 3,096 ua y acercarse hasta 2,025 ua. Su excentricidad es 0,209 y la inclinación orbital 8,706 grados. Emplea 1496,88 días en completar una órbita alrededor del Sol.

## Características físicas
La magnitud absoluta de Hanaki es 12,6. 